# Moldaeroservice
Întreprinderea de Stat "Moldaeroservice", más conocida como Moldaeroservice,  (en rumano: Întreprinderea de Stat "Moldaeroservice", en ruso: Государственное Предприятие "Молдаэросервис" (OACI: MLE, e indicativo MOLDAERO), es la aerolínea y operador aeroportuario moldava, fundada en 1958 como Escuadrón de Aviación Balti (Balti AE) (en ruso: Бельцкая авиационная эскадрилья (Бельцкая АЭ)), actualmente empresa pública con sede en Bălți, es el proveedor de servicios de aviación más importante de Moldavia y fue una de las mayores empresas de aviación del país, con unos 500 empleados. Fundada en 1966 en su forma actual, la empresa se reformó con su nombre actual en 1996, Moldaeroservice presta servicios de operador aeroportuario y de transporte aéreo (aerolínea) utilizando sus propios aviones y helicópteros que vuelan en el espacio aéreo de la República de Moldavia y en el extranjero. Los servicios prestados por Moldaeroservice incluyen servicios de tráfico aéreo, operador de dos aeropuertos en Bălți y compañía aérea con unidades en Aeropuerto Internacional de Chisináu actualmente y anteriormente en Bender y Soroca.
En más de 45 años desde su fundación, Moldaeroservice se ha convertido en uno de los proveedores más experimentados de servicios aéreos en helicópteros Mi-2 y aviones An-2 no sólo en la República de Moldavia, sino también en el extranjero (Egipto, Argelia, Irak, Rumanía, Bulgaria, Turquía, Singapur, Corea del Sur). Oficinas secundarias en (actualmente) Chisinau e (históricamente) Bender.
El fundador actual de Moldaeroservice es la Agencia Pública de la Propiedad (en rumano: APP), que ejerce sus derechos de gestión a través del Consejo de Administración y el Administrador de la empresa.